# Compost organofosforat
Un compost organofosforat és un tipus de compost orgànic que conté com a mínim un àtom de fòsfor enllaçat directament a un carboni. L'ADN no és pròpiament parlant un compost organofosforat donat que no contenen un enllaç carboni-fòsfor i són exclusivament mono, di i trifosfats.
Fruits d'una recerca de gasos bèl·lics iniciada just abans de la Segona Guerra Mundial, es van trobar els plaguicides organofosforats com és el malation. A la dècada de 1970 els plaguicides organofosforats van ser substituïts pels compostos organoclorats com el DDT.
La definició dels composts organofosforats és variable, la qual cosa pot portar a confusió. En química industrial i ambiental, un compost organofosforat necessita contenir solament un substituent orgànic, però no necessita tenir un enllaç directe P-C. Així la majoria dels insecticides, com per exemple el malatió, s'inclouen sovint en aquesta classe de compostos.

## Estat d'oxidació, nombre de coordinació i valència
Per a ajudar a establir els enllaços d'un àtom de fòsfor en un compost organofosforat s'empren tres números.
| NC | Símbols | Fórmula general             | Grup de compostos      |
| -- | ------- | --------------------------- | ---------------------- |
| 1  | σ1n     | R—P                         | Fosfinidens            |
| 1  | σ1λ3    | R—C{\displaystyle \equiv }P | Fosfoalquins           |
| 2  | σ2λ3    | R2C=P—R                     | Fosfoalquens           |
| 2  | σ2λ3    | RO—P=O                      | Oxofosfins             |
| 2  | σ2λ3    | R—P=S                       | Tioxofosfins           |
| 2  | σ2λ3    | R—N=P                       | Iminofosfins           |
| 2  | σ2λ3    | R—P=P—R                     | Difosfens              |
| 2  | σ2λ2    | R2P+                        | Catió fosfeni          |
| 3  | σ3λ3    | R3P                         | Fosfines               |
| 3  | σ3λ3    | R—PX2                       | Dihalur alquilfosfonós |
| 3  | σ3λ3    | R2P—X                       | Halur de dialquilfosfí |
| 3  | σ3λ3    | R—P(OR)2                    | Dialquilfosfonit       |
| 3  | σ3λ3    | (RO)3P                      | Trialquilfosfit        |
| 3  | σ3λ5    | R—PO2                       | Dioxofosforans         |
| 3  | σ3λ5    | RO—PO2                      | Alquilmetafosfat       |
| 3  | σ3λ5    | R—P(O)(=CH2)                | Metilenoxofosforà      |
| 3  | σ3λ5    | R—P(=CR2)2                  | Bis(metilen)fosforà    |
| 4  | σ4λ4    | R4P+                        | Ió fosfoni             |
| 4  | σ4λ5    | R—P(O)(OH)2                 | Àcid fosfònic          |
| 4  | σ4λ5    | R2—P(O)(OH)                 | Àcid fosfínic          |
| 4  | σ4λ5    | R3—P(O)                     | Òxid de fosfina        |
| 4  | σ4λ5    | RO—P(O)(OH)2                | alquilfosfat           |
| 4  | σ4λ5    | (RO)2P(O)(OH)               | dialquilfosfat         |
| 4  | σ4λ5    | (RO)3P(O)                   | trialquilfosfat        |
| 5  | σ5λ5    | R5P                         | fosforans              |
| 6  | σ6λ6    | R6P-                        | Sense nom comú         |

Estat d'oxidació o nombre d'oxidació: En un model d'enllaç iònic, és la càrrega iònica que queda en cada àtom després d'aplicar unes regles que assignen els parells d'electrons compartits als àtoms més electronegatius. El fòsfor pot adoptar diversos estats d'oxidació, i és habitual classificar als composts organofosforats sobre la base que siguin derivats del fòsfor (V) o del fòsfor (III), que són les classes predominants de compostos de fòsfor.
En la nomenclatura de substitució de la IUPAC, una nomenclatura descriptiva que encara és poc utilitzada, per a nomenar els compostos de fòsfor i altres elements que no presenten el número d'enllaç estàndard s'empren la convenció λ (lambda). Al costat d'ella s'empra el nombre de coordinació σ.
El nombre de coordinació, que es representa per les lletres gregues sigma σ amb un superíndex, és el nombre d'àtoms als quals està directament enllaçat l'àtom central, o el número d'enllaços σ que forma l'àtom central. El nombre de coordinació δ del fòsfor pot variar entre 1 i 6.
En la convenció lambda, el nombre total d'enllaços n entre un element i els seus àtoms veïns s'indica com λn, anomenat valència λ. El símbol λ5-fosfà indica que el fòsfor s'enllaça amb cinc hidrògens, és a dir, el símbol λ s'utilitza per a indicar que el fòsfor presenta un estat de valència no estàndard (l'estàndard és 3) i el superíndex indica cinc enllaços amb hidrogen.
En aquest sistema, la fosfina o fosfà és un compost σ3λ3. En un compost σmλn, l'àtom de fòsfor està unit a m àtoms mitjançant un total de n enllaços.

## Una classificació dels composts organofosforats, segons el nombre de coordinació
En la taula de la dreta es mostren diversos grups de composts organofosforats, segons el seu diferent nombre de coordinació (NC) i les seves valències lambda, λ.

## Oxoàcids fonamentals mononuclears de fòsfor
| Fórmula  | Nom químic                   | Derivats orgànics |
| -------- | ---------------------------- | ----------------- |
| (HO)3P   | Àcid fosforós                | fosfits           |
| (HO)2HP  | Àcid fosfonós                | fosfonites        |
| (HO)H2P  | Àcid fosfinós                | fosfinites        |
| (HO)PO   | Àcid metafosforós o fosfenós | metafosfites      |
| (HO)3PO  | Àcid fosfòric                | fosfats           |
| (HO)2HPO | Àcid fosfònic                | fosfonats         |
| (HO)H2PO | Àcid fosfínic o hipofosforós | fosfinats         |
| (HO)PO2  | Àcid metafosfòric o fosfènic | metafosfats       |

## Classes de compostos organofosforats
Es classifiquen en diferents classes segons el seu grau d'oxidació del fòsfor i la naturalesa dels substituents, especialment la presència d'un àtom d'oxigen o d'un altre calcogen.

## Gasos organofosforats bèl·lics
La sèrie G, d'on s'origina el gas sarín, es destrueix força de pressa per l'aigua. Una millora des del punt de vista bèl·lic és la sèrie V d'on prové el famós VX. Aquests compostos són força resistents a l'aigua i provoquen lesions neurològiques irreversibles si no s'injecta un antídot immediatament.

## Composts organofosforats de fòsfor (0), (I) i (II)
Els compostos de fòsfor on l'estat d'oxidació formal és menys d'III són rars, però es coneixen exemples de cada classe. Uns exemples de composts organofosforats de fòsfor (0) són els aductes del carbè, com [P(NHC)]2, on NHC és un carbè N-heterocíclic. Els compostos de fòsfor (I) i (II) tenen les fórmules (RP)n (R2P)2, respectivament, i es generen per reducció dels clorurs organofosforats de fòsfor (III) relacionats:
5 PhPCl2  + 5 Mg  →  (PhP)5  +  5 MgCl2
2 Ph2PCl  +  Mg  →  Ph2P-PPh2  +  MgCl2
Els difosfens, amb la fórmula general R2P2, formalment contenen dobles enllaços fòsfor=fòsfor. Aquestes espècies amb fòsfor (I) són rares, però són estables, sempre que els substituents orgànics siguin prou grans per a evitar encadenament.
Es coneixen també molts compostos de valència mixta, per exemple, el compost en forma de gàbia, P7(CH3)3.

## Tautomeria dels H-organofosforats
Els H-organofosforats són aquells organofosforats amb un àtom d'hidrogen directament unit a l'àtom central de fòsfor. Aquest enllaç P-H té unes propietats químiques especials. El primer grup més estudiat d'aquesta família són els fosfits, en els quals encara que al principi es va creure que existien principalment en formes tautomèriques de fosfit, en les quals l'àtom central és trivalent, fa dècades que està ben establert que la gran majoria d'aquests compostos prefereixen estructures tipus H-fosfonat amb àtoms de fòsfor pentavalent:

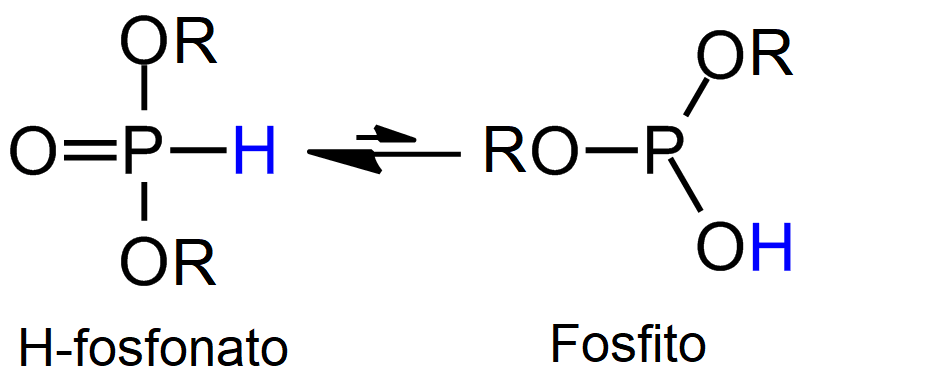
Tautomeria dels H-fosfonats

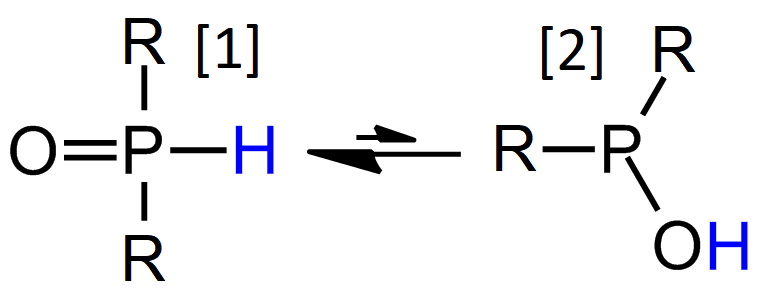
Tautomeria H-organofosforats

Els espectres infrarojos per a tots, excepte un, dels organofosforats de dialquil coneguts, mostren fortes absorcions corresponents als estiraments dels enllaços P=O i P-H i, excepte per a R=R'=OH, no mostren cap evidència d'estiraments OH característics. Només el compost bis(trifluorometil) (R=R'=CF3) està actualment demostrat per a existir com a tautòmer fosfit.
A pesar que els tautòmers oxiàcids de tots els altres fosfonats (R= R'= alcoxi), fosfinats (R= alcoxi; R'= alquil, aril) i òxids de fosfina secundaris (R=R'= alquil, aril) mai s'han observat directament, molts mecanismes de reacció requereixen de la tautomerització, 1 ↔ 2, que sovint han aparegut en la literatura química. Per exemple, mentre que les sals de metall alcalí i plata dels diaquilfosfonats no mostren una banda d'estirament P=O en l'infraroig, la qual cosa indica que en realitat són derivats del àcid fosforós, la seva preparació a partir dels corresponents diaquilfosfonats (el primer pas en la reacció de Michaelis-Becker) requereix la intervenció del tautòmer oxiàcid inestable.

## Composts organofosforats de fòsfor(V)

### Èsters de fosfat i amides
Els èsters fosfòrics o èsters fosfat tenen l'estructura general P(=O)(O)3 en la qual el fòsfor té estat d'oxidació 5+, P (V). Aquestes espècies són de gran importància tecnològica com a agents ignífugs i plastificants. Mancant un enllaç P-C, aquests compostos no són tècnicament composts organofosforats, sinó èsters de l'àcid fosfòric. En la naturalesa es troben molts derivats, com la fosfatidilcolina. Els èsters fosfòrics són sintetitzats per alcohòlisi d'oxiclorur de fòsfor. També es coneix una varietat de derivats mixtos amido-alcoxe, per exemple la ciclofosfamida que és un medicament d'importància mèdica contra el càncer. També els derivats que contenen el grup tiofosforil (P=S) entre els quals es troba el pesticida malatió. Els organofosforats preparats a major escala són els ditiofosfats de zinc, un additiu per a oli de motor. Diversos milions de quilograms d'aquest complex de coordinació es produeixen anualment per la reacció d'alcohols amb pentasulfur de fòsfor.

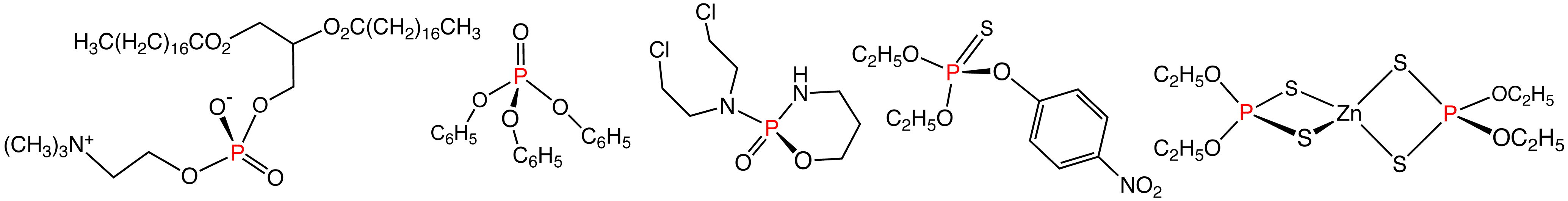
Alguns composts organofosforats i compostos relacionats: fosfatidilcolina, malatió, ciclofosfamida, trifenilfosfat i ditiofosfat de zinc.

En el medi ambient, aquests compostos es degraden per hidròlisi per a produir finalment el fosfat i l'alcohol o l'amina orgànica de la qual es deriven.

### Àcids fosfònic, fosfínic i els seus èsters
Els fosfonats són èsters de l'àcid fosfòric i tenen la fórmula general RP(=O)(O)2. Els fosfonats tenen moltes aplicacions tècniques, com per exemple, el glifosat, més conegut com a Roundup, un herbicida. Amb la fórmula (HO)2P(O)CH2NHCH2CO2H, aquest derivat de la glicina és un dels herbicides més utilitzats. Els bifosfonats (a vegades anomenats bisfosfonats, denominació correcta de la IUPAC) són una classe de fàrmacs per a tractar l'osteoporosi. El gas nerviós agent sarí, que conté els enllaços C-P i F-P, és un fosfonat.
Els fosfinats amb dos enllaços C-P, tenen la fórmula general R2P(=O)(O). Un membre comercialment significatiu és l'herbicida glufosinat. Similar al glifosat que es va esmentar anteriorment, té l'estructura CH3P(O)(OH)CH2CH2CH(NH2)CO2H.

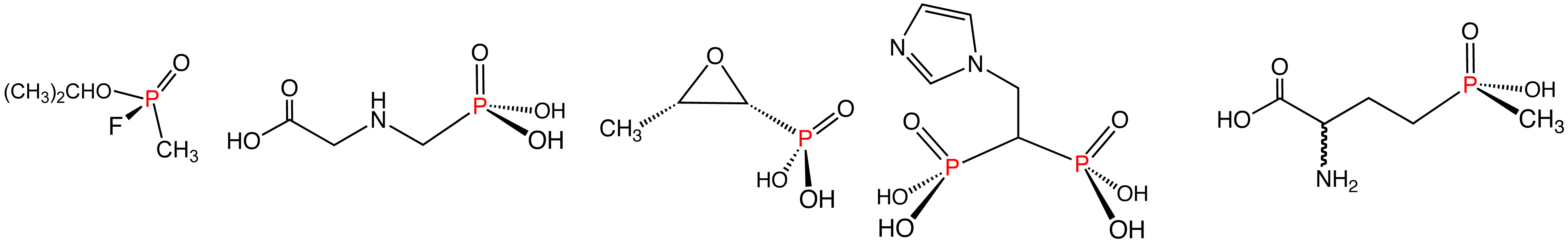
Exemples il·lustratius de fosfonats i fosfinats en l'ordre indicat: Sarí (fosfinat), glifosat (fosfonat), fosfomicina (fosfonat), àcid zoledrònic (fosfonat) i glufosinat (fosfinat). En dissolució aquosa, els àcids fosfònics s'ionitzen per a donar els corresponents organofosfonats.

La reacció de Michaelis-Arbuzov és el principal mètode per a la síntesi d'aquests compostos. Per exemple, el dimetilmetilfosfonat (vegeu figura anterior) sorgeix de la reorganització de trimetilfosfit, que és catalitzada per l'iodur de metil. En la reacció de Horner-Wadsworth-Emmons i en l'homologació de Seyferth-Gilbert, els fosfonats s'utilitzen en reaccions amb compostos carbonil. La reacció de Kabachnik-Campos és un mètode per a la preparació de aminofosfonats. Aquests compostos contenen un enllaç molt inert entre el fòsfor i el carboni. En conseqüència, s'hidrolitzen per a donar derivats de l'àcid fosfònic i fosfínic, però no fosfat.

### Òxids de fosfina i compostos relacionats amb enllaç P-N
Els òxids de fosfina (designació δ3λ3) tenen l'estructura general R3P=O amb estat d'oxidació formal 5+, P (V). Els òxids de fosfina formen enllaços d'hidrogen i alguns, per tant, són solubles en aigua. L'enllaç P=O és molt polar amb un moment dipolar de 4.51 D per a l'òxid de trifenilfosfina. Compostos relacionats amb els òxids de fosfina són les imides (R3PNR') i calcogenurs relacionats (R3PE, on E= S, Es, Et). Aquests compostos són alguns dels composts organofosforats tèrmicament més estables, però pocs són útils en quantitats significatives.

### Surts de fosfoni i fosforans
Les sals de fosfoni posseeixen la fórmula [PR4+]X- perquè inclouen el ió fosfoni, R4P+. Aquestes espècies són compostos tetraèdrics de fòsfor (V). Des del punt de vista comercial, el membre més important és clorur de tetrakis(hidroximetil)fosfoni, [P(CH2OH)4]Cl, que s'utilitza com a retardant del foc en el sector tèxtil. Aproximadament 2 milions de kg es produeixen anualment d'aquest clorur i del sulfat d'aquest catió. S'obtenen per reacció de fosfines amb formaldehid en presència d'un àcid mineral:
PH3  +  HX  +  4 CH2O   →  [P(CH2OH)4+]X-
Una gran varietat de sals de fosfoni es poden preparar per alquilació i arilació de organofosfines:
PR3  +  R'X  →  [PR3R'+]X-
La metilació de trifenilfosfina és el primer pas en la preparació del reactiu de Wittig.

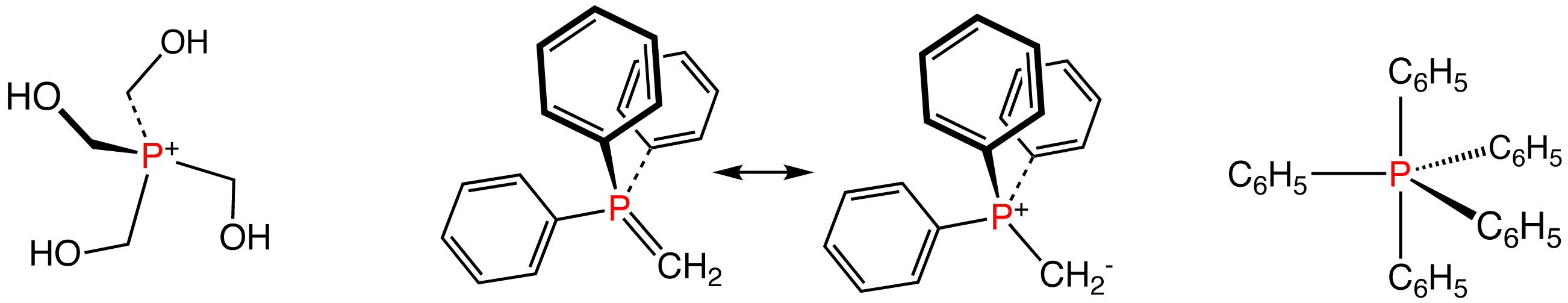
Compostos de fòsfor (V): l'ió fosfoni, P(CH_{2}OH)_{4}^{+}, dues estructures de ressonància per al reactiu de Wittig, Ph_{3}PCH_{2}, i el pentafenilfosforà, un rar compost de pentaorganofòsfor. Nota: Ph representa el grup fenil C_{6}H_{5}

El fosforà pare (δ5λ5) és PH5 i no és conegut. Són bastant comuns altres compostos relacionats contenint halogenurs i altres substituents orgànics de fòsfor. Aquells derivats amb cinc substituents orgànics són rars, encara que és conegut P(C6H5)5, que deriva del tetrafenilfosfoni, P(C6H5)4, per reacció amb fenilliti.
Els ilurs de fòsfor són fosforans insaturats, coneguts com a reactius de Wittig, per exemple, CH2P(C6H5)3. Aquests compostos deriven del fòsfor tetraèdric (V) i es consideren relacionats dels òxids de fosfina. També es deriven de les sals de fosfoni, però per desprotonació, no per alquilació.

## Reaccions
- Reacció de Michaelis-Arbuzov
- Reacció de Michaelis-Becker
- Reacció de Mitsunobu
- Reacció de Staudinger
- Reacció de Wittig